# AN/ZPY-2
AN/ZPY-2 eller Multi-Platform Radar Technology Insertion Program (förkortat MP-RTIP) är ett projekt på uppdrag av USA:S flygvapen som drivs av det privata företaget Northrop Grumman. Målet med projektet var att utveckla nästa generations luftburna radarsystem. Radarn utvecklas primärt för RQ-4 Global Hawk och prototyperna testades ombord flygplanet Proteus. 
Programmet avslutades officiellt i augusti 2013.  

## Användning
Radarn har blivit monterad i RQ-4 Global Hawk Block 40 för både USA:s flygvapen och NATO. Det har även lagts fram förslag för att radarn ska monteras i E-8 Joint STARS. 
Radarn har liknande uppdrag som den radarn som används i E-8 Joint STARS vilket är att systematiskt kunna övervaka militära enheter både på mark och i luft. 

## Utveckling
Programmet startades i december år 2000. Programmet var planerat att ta tre år och skulle kosta $140 miljoner och målet var att fokusera på radardesign. 
2004 valde USA:s flygvapen att fortsätta med programmet som då hade en planerad kostnad på $888 miljoner och tillägnades igen till Northrop Grumman tillsammans med Raytheon Technologies. Målet var att testa, förbättra och implementera radarn i militära operationer. Totalt tillverkades det sex prototyper, tre för RQ-4 Global Hawk och tre för Northrop Grumman E-10 MC2A. 
Programmet har kostat USA:s flygvapen runt $2 miljarder totalt. 